# همسران خوش ویندزور

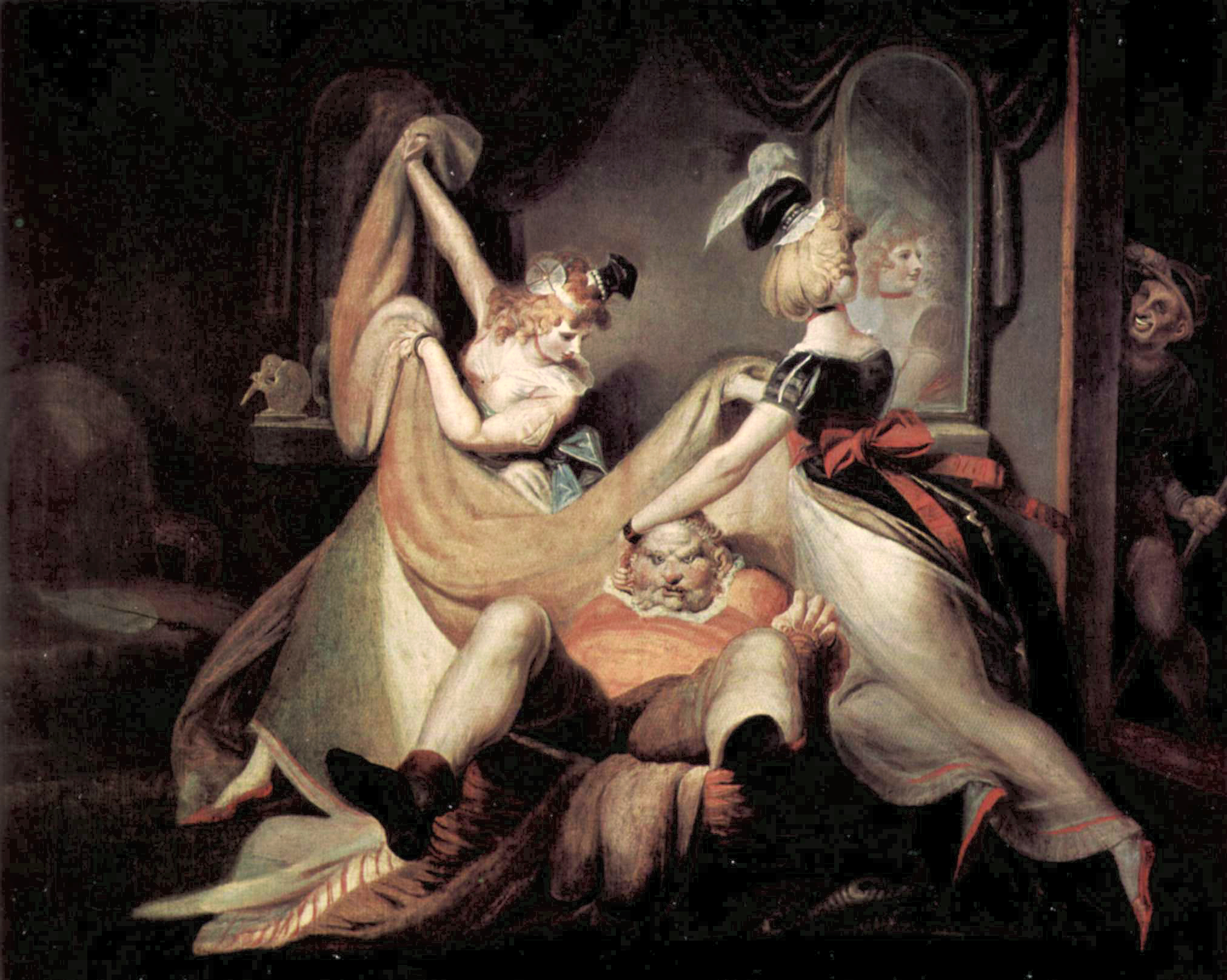
فالستاف در سبد رختشویی، اثر هنری فیوزلی (۱۷۹۲)

همسران خوش ویندزور نمایش‌نامه‌ای کمدی اثر ویلیام شکسپیر است که در حدود سال‌های ۱۵۹۷–۱۶۰۰ آن را نوشته‌است.

## مآخذ نمایشنامه
عناصر این نمایش کمدی نظیر شوهر حسود و گیج، زن الکی خوش و نقشه‌کش و عاشق مخفی در خانه در ادبیات رنسانس در ایتالیا و انگلیس متداول بوده‌است.

## شخصیت‌های نمایش
این نمایش در پنج پرده تدوین شده و دارای نوزده شخصیت است. استفاده از تمثیل در نام‌های اشخاص در رابطه با شخصیت‌ها و نقش آنان در این نمایش بیش از سایر کارهای شکسپیر بارز و قابل توجه است. شخصیت‌های اصلی نمایش عبارت اند از:
- سر جان فالستاف: شهوت پرست، که باوجود گذشت عمر، هنوز زهوارش درنرفته بود.
- ماستر فورد و ماستر پیج: نجیب‌زاده‌های ویندزور.
- خانم فورد و خانم پیج: همسران ماستر فورد و ماستر پیچ.
- سوییت آن پیج: دختر زوج پیج.
- فنتون: جنتلمنی از اطرافیان پرنس هال؛ وحشی، خوشگذران، پرجنب و جوش است، می‌رقصد، شعر می‌گوید و بوی ماه‌های مه و آوریل را می‌دهد.
- دکتر کایوس: پزشک فرانسوی که دایماً صبر خداوند و زبان انگلیسی را ضایع می‌کرد.
- سلندر: گرچه خوب و جاافتاده بود ولی ابله بود. (آیا کله اش را جوری نگه نمی‌داشت که انگار روی تنش آزبست شده؟)
- مادام کوئیکلی: دلال محبت.
- شلو
- ویلیام پیج
- سر هیو اونس
- رابین
- پیستول
- نیم
- باردولف
- سیمپل
- راگبی

## محل وقوع حوادث نمایشنامه
کاخ ویندزور و اطراف آن.

## خلاصه‌ای از نمایشنامه
یک قاضی پیر روستایی به نام شلو (Shallow)، با خواهرزاده نسبتاً جوان، لاغر، دراز و عصاقورت داده‌اش سلندر (Slender)، در شکایت و انتقاد از سر جان فالستاف (Falstaff) و کارهای نادرست او و اطرافیان رذلش صدای خود را بلند کرده‌اند. ماستر پیج از آنان دعوت می‌کند به خانه‌اش بیایند و همه نامهربانی‌ها را با جامی شراب به دست فراموشی بسپارند. در این مهمانی خود جان فالستاف نیز حضور می‌یابد و این پیر شهوت پرست ویندزور با همسران ماستر پیج و ماستر فورد آشنا می‌شود؛ دو بانوی خانه‌داری که بر جیب و زندگی شوهرانشان حاکم‌اند. فالستاف که در عالم خیال خود تصور می‌کند این دو بانو با لبخندها و بذله گویی‌هایشان او را به عشق بازی فراخوانده‌اند، تصمیم می‌گیرد فن «درستکاری را ول کردن» و «انگلیسی شدن» را به این دو بیاموزد…